# Cleveland Stadium
Het Cleveland Stadium is een voormalig Americanfootball- en honkbalstadion in Cleveland.
Het stadion opende zijn deuren in 1931. Het Major League Baseball-team Cleveland Indians had het stadion tussen 1932 en 1993 als thuisbasis. Zij verhuisden in 1994 naar Progressive Field. Het Americanfootballteam de Cleveland Browns speelde tussen 1946 en 1995 in het stadion en verhuisde daarna naar het Cleveland Browns Stadium dat op dezelfde plek gebouwd werd. In 1995 werd het Cleveland Stadium gesloten en een jaar later afgebroken.